# Антонец, Екатерина Владимировна
Екатери́на Влади́мировна Антоне́ц (род. 1970) — российский филолог-классик, специалист в области латинского языка и латинской палеографии. Доктор филологических наук, доцент кафедры классической филологии МГУ имени М. В. Ломоносова.

## Биография
В 1988 г. поступила на отделение русского языка и литературы филологического факультета МГУ имени М. В. Ломоносова, на 3 курсе перевелась на отделение классической филологии. В 1993 г. окончила отделение классической филологии филологического факультета МГУ, в 1996 г. — аспирантуру того же отделения. В 1993—1994 гг. — преподаватель латинского языка кафедры иностранных языков Московской государственной юридической академии (МГЮА).
В 1998 г. защитила кандидатскую диссертацию «Жанровые обозначения од и проблемы истории текста Горация». Специальность 10.02.14 — «Классическая филология». Научный руководитель — к. ф. н., доц. Мария Георгиевна Лопатина.
В 2000—2001 гг. — научный сотрудник центра «Палеография, кодикология, дипломатика» (руководитель: Б. Л. Фонкич) Института всеобщей истории РАН. В 1996—2005 гг. — преподаватель латинского языка факультета «Языки и культуры» Московского института иностранных языков. С 2006 г. по настоящее время преподаёт латинский язык на факультете «Высшая школа государственного аудита» МГУ. С 2005 г. — ассистент кафедры древних языков исторического факультета МГУ, в 2008—2009 гг. — доцент той же кафедры. С 2007 г. начала преподавать на кафедре классической филологии филологического факультета МГУ по совместительству, с 2009 г. — в качестве штатного сотрудника. Читает на отделении классической филологии МГУ курс латинского языка для студентов и аспирантов, а также курс «Латинская палеография» и «Латинская эпиграфика».
В 2009 г. защитила докторскую диссертацию «Проблемы латинской терминологии рукописной книги в античности (II в. до н. э. — III в. н. э.)». Специальность 10.02.14 — «Классическая филология, византийская и новогреческая филология».
С 2019 г. является членом Международного комитета по латинской палеографии (CIPL — Comité International de Paléographie Latine (Париж)).

## Избранные публикации

### Монографии
- Антонец Е. В. Введение в римскую палеографию. М.: Русский Фонд Содействия Образованию и Науке, 2009. 400 с. ISBN 978-5-91244-018-2
- Антонец Е. В., Солопов А. И. Divina ironia. Речь Цицерона в защиту Лигария: опыт интерпретации. М.: Р.Валент, 2017. 312 с. ISBN 978-5-93439-537-8
- Антонец Е. В., Солопов А. И. Divina ironia. Речь Цицерона в защиту Лигария: опыт интерпретации. 2-е изд., испр. и доп. М.: Р.Валент, 2020. 320 с. ISBN 978-5-93439-610-8
- Антонец Е. В., Солопов А. И. Марк Туллий Цицерон. Речь в защиту поэта Архия. М.: Р.Валент, 2024. 388 с. ISBN 978-5-93439-655-9

### Учебники и учебные пособия
- Солопов А. И., Антонец Е. В. Латинский язык: учебное пособие. М.: «Высшее образование, Юрайт-Издат», 2009. 430 с. ISBN 978-5-9692-0368-6
- Солопов А. И., Антонец Е. В. Латинский язык: учебное пособие для бакалавров. 2-е издание, переработанное и дополненное. М.: «Издательство Юрайт», 2013. 447 с. ISBN 978-5-9916-2143-4
- Солопов А. И., Антонец Е. В. Латинский язык: учебник и практикум для академического бакалавриата. 3-е изд., перераб. и доп. М.: Издательство Юрайт, 2015. 458 с. ISBN 978-5-9916-4757-1

### Статьи
- Antonets E. Manuscripts of Priscian in libraries of Saint-Petersburg and Moscow // Priscien. Transmission et refondation de la grammaire. De l’antiquité aux modernes. Éd. Marc Baratin, Bernard Colombat, Louis Holtz (Studia Artistarum. Études sur la Faculté des arts dans les Universités médiévales. 21). Turnhout: Brepols, 2009. P. 77-81.
- Поэма Цицерона о Цезаре: история создания и проблемы идентификации // Вестник древней истории. 4. 2013. С. 44-61.
- Латинская палеография // Большая Российская энциклопедия. В 35 т. Т. 25. П — Пертурбационная функция. М., 2014. С. 120—121.
- Поэзия Цицерона и Вергилий: к вопросу о преемственности // Philologia classica. Исследования по классической филологии и истории антиковедения: Межвузовский сборник. Вып. 10 / Отв. ред. О. В. Бударагина, С. К. Егорова. СПб., 2015. С. 136—150.
- Беневентанское письмо: правила и традиции // Монфокон. Исследования по палеографии, кодикологии и дипломатике. Т. 4. М., 2017. С. 395—409.
- Элиас Лоу и его книга «Беневентанское письмо: история южноитальянского минускула» // Специальные исторические дисциплины: Сб. статей. Вып. 2 / Отв. ред. Б. Л. Фонкич. М., 2018. С. 185—213.
- О происхождении глосс в каролингских рукописях «Эпитомы» Юстина // Индоевропейское языкознание и классическая филология. 23 (1). 2019. С. 32-63.
- Международная конференция «Западноевропейские рукописи и документы от Поздней античности до начала Нового времени в собраниях Санкт-Петербурга: изучение, каталогизация, цифровая публикация» // Вестник Древней истории. 80:2. 2020. С. 538—545.
- Рецензия на: Сидоров А. И. Историческая книга во времена Каролингов в контексте книжной культуры франков (VIII—X вв.). СПб.: Гуманитарная Академия, 2015. 320 с. (Серия «Studia classica») // Vox medii aevi. 1-2 (6-7). 2020. С. 253—265.
- О структуре периода в «Aratea» Цицерона // Индоевропейское языкознание и классическая филология. 25. 2021. С. 55-68.
- XXI Коллоквиум Международного Комитета по латинской палеографии // Вестник древней истории. 80:1. 2022. С. 217—222.
- Исоколон в речи Цицерона в защиту поэта Архия // Индоевропейское языкознание и классическая филология. 26 (1). 2022. С. 16-31.
- Фигура disiunctio в речах Цицерона // Verus convictor, verus academicus. К 70-летию Николая Николаевича Казанского / М. Л. Кисилиер (отв. ред.). СПб., 2022. 32-39.
- Фигура expolitio: риторическое украшение или инструмент воздействия? (Cic. Arch. 28-30 и rhet. Her. IV 42, 56-57) // Индоевропейское языкознание и классическая филология. 27 (1). 2023. С. 20-28.
- Солопов А. И., Антонец Е. В. Praeparatur ex eo charta diviso acu in praetenues … philyras (Plin. n. h. XIII 74): к проблеме интерпретации // Индоевропейское языкознание и классическая филология. 27 (2). 2023. С. 1115—1118.